# Ruggero Leoncavallo
Ruggero Leoncavallo (také Ruggiero) (23. dubna 1857, Neapol- 9. srpna 1919, Montecatini) byl italský operní skladatel. Je považován za předního představitele italského verismu v opeře.

## Život
Narodil se v Neapoli jako syn soudce. Po více než století bylo uznávaným datem Leoncallova narození 8. března 1858, které uváděl sám skladatel, ale občas uváděl rok 1857 v soukromém životě, při svém zápisu do vojenské služby, nebo při žádosti o důchod. Proč se snažil zatajit skutečné datum svého narození, zůstává záhadou. Leoncavallovy oficiální dokumenty uvádějí, že „Ruggiero Giacomo Maria Giuseppe Leoncavallo se narodil 23. dubna 1857". Hudební vzdělání získal Leoncavallo na neapolské konservatoři (Conservatorio San Pietro a Majella). Po absolvování konservatoře se živil výukou hudby a snažil se o uvedení svých prvních oper „Tommaso Chatterton“ a „Songe d'une nuit d'été“, leč narážel na naprostý nezájem. V roce 1890 byl svědkem triumfálního úspěchu Mascagniho jednoaktovky Cavalleria rusticana (Sedlák kavalír) a podle tohoto vzoru zkomponoval veristickou operu Pagliacci (Komedianti). Libreto opery údajně vzniklo na základě skutečné události, podle kriminálního případu, který soudil jeho otec.
Opera Komedianti byla provedena v Miláně v roce 1892, měla okamžitý úspěch a stala se trvalou součástí světového operního repertoáru. Nahrávka árie Vesti la giubba v podání Enrica Carusa se stala první gramofonovou deskou na světě, která přesáhla milion prodaných výlisků.
Další opera I Medici provedená v Miláně o rok později ani revidovaná verze jeho dosud neuvedené prvotiny Tommaso Chatterton se nijak neprosadily. Na srovnatelný úspěch musel počkat až do roku 1897.    

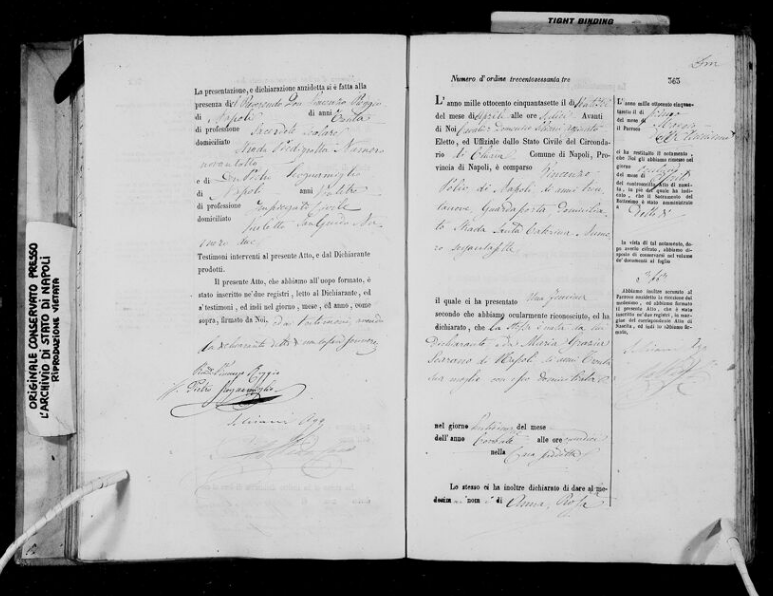
Záznam o narození v matrice

Ve francouzském časopise s přitažlivým názvem Satanův korzár (Le Corsaire de Satan) vycházela na pokračování novela ze života pařížské bohémy spisovatele Henriho Murgera. V roce 1872 byla přeložena do italštiny a ve stejné době si ji jako základ libreta zvolili dva přední italští skladatelé Giacomo Puccini a Ruggero Leoncavallo. Oba skladatelé si byli vědomi, že vstupují do jakési veřejné soutěže - ostatně tehdejší doba si na soupeřivé srovnávání potrpěla. Soutěžení rozdmýchávali také oba nakladatelé Ricordi a Sonzongo, neboť si slibovali finanční úspěch vítězného díla. Puccini, jenž spolupracoval s libretisty, měl náskok před Leoncavallem, který si libreto psal sám. Obě díla se nakonec dávala ve stejnou dobu a ve stejném městě, v Benátkách. Leoncavallova opera se hrála ve slavném Teatro La Fenice, zatímco Puccini uvedl Bohému jen pár metrů vedle v Teatro San Benedetto. Obě opery jsou si po hudební stránce velmi podobné, krásný italský zpěv, velká gesta a zjitřené emoce. Nicméně, zatím co Leoncavallo akcentoval psychologickou stránku příběhu, Pucciniho opera je spíše sociologickou studií života pařížských umělců. Okamžitý úspěch měl tenkrát Leoncavallo, zejména poté co jeho operu uvedl Gustav Mahler ve Vídni. S postupem času se však do diváckého povědomí dostala opera Pucciniho a postupně se stala jedním z jeho nejoblíbenějších děl.
Leoncavallo napsal ještě řadu oper a operet, ale snad s výjimkou opery „Zaza“ se žádná nedočkala výraznějšího úspěchu a v současné době se provádějí sporadicky spíše jako historická kuriozita.
Pozoruhodné je, že Leoncavallo si psal libreta ke svým operám sám a nejen to, psal je i na zakázku pro jiné skladatele. Někteří znalci tvrdí, že byl ve své době nejlepším italským libretistou po Arrigo Boitovi. Že umělecké soupeření s Puccinim nezanechalo na jejich osobním vztahu žádné stopy svědčí i to, že jedno z nejkrásnějších operních libret, libreto k opeře Manon Lescaut, napsal Leoncavallo právě pro Giacoma Pucciniho.
Mimo opery a operety není Leoncavallova tvorba příliš rozsáhlá. Za zmínku stojí písně a písňové cykly, které jsou zejména italskými interprety dodnes prováděny a občas znějí v různých moderních úpravách.
Ruggero Leoncavallo zemřel v Montecatini v Toskánsku 9. srpna 1919.

## Opery
- Vesti La Giubba - árie z opery KomediantiTommaso Chatterton (1876; neprovedeno)
- Songe d'une nuit d'été (neprovedeno)
- Komedianti (1892 Teatro Dal Verme, Milán) - árie Vesti la giubba
- I Medici (1893 Teatro Dal Verme, Milán)
- Chatterton (přepracovaná verse 1896 Teatro Argentina, Řím)
- La bohème (1897 Teatro La Fenice, Benátky)
- Zazà (1900 Teatro Lirico, Milán)
- Der Roland von Berlin (1904 Deutsche Oper, Berlín)
- Maia (1910 Teatro Costanzi, Řím)
- Gli Zingari (1912 Hippodrome, Londýn)
- Mimi Pinson (revidovaná verse Bohémy - 1913 Teatro Massimo, Palermo
- Edipo Re (1920 Opera Theatre, Chicago)

## Operety
- La jeunesse de Figaro (1906, ? USA)
- Malbrouck (1910 Teatro Nazionale, Řím)
- La reginetta delle rose (1912 Teatro Costanzi, Řím)
- Are You There? (1913 Theatre Prince of Wales, Londýn)
- La candidata (1915 Teatro Nazionale, Řím)
- Prestami tua moglie ( 1916 Casino delle Terme, Montecatini)
- Goffredo Mameli (1916 Teatro Carlo Felice, Janov)
- A chi la giarrettiera? (1919 Teatro Adriano, Řím)
- Il primo bacio (1923 Salone di cura, Montecatini)
- La maschera nuda (1925 Teatro Politeama, Neapol)